# Many Benner
Many Benner (Capri, 17 luglio 1873 – Parigi, 12 novembre 1965) è stato un pittore e museologo francese.

## Biografia
Emmanuel-Michel era il suo vero nome, ma era chiamato in famiglia Many, così firmava i suoi dipinti e con questo nomignolo è soprattutto conosciuto.
Many Benner discendeva da una famiglia di artisti. Suo padre Jean Benner era nato in Alsazia, ma aveva deciso di stabilirsi a Capri, dove aveva sposato Margherita Pagano, figlia dell'albergatore e notaio Giuseppe Pagano che aveva scoperto la Grotta Azzurra (in realtà la grotta era nota da tempo ai capresi). Suo zio Emmanuel Benner il Vecchio, fratello gemello di suo padre, era pittore e pittori erano stati il nonno e il bisnonno.

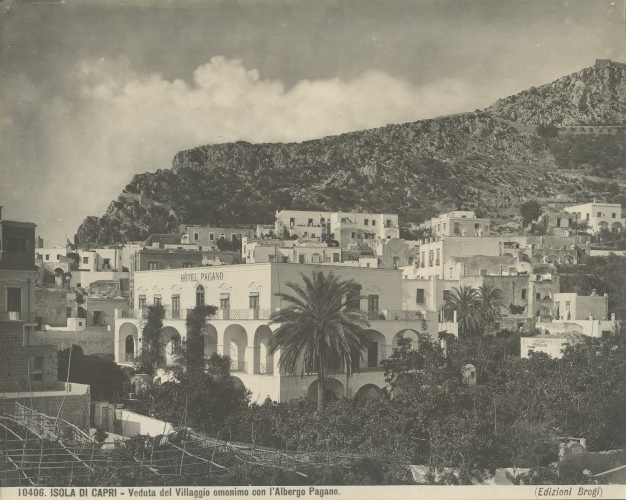
Carlo Brogi (1850-1925), Capri - Veduta con l'albergo Pagano

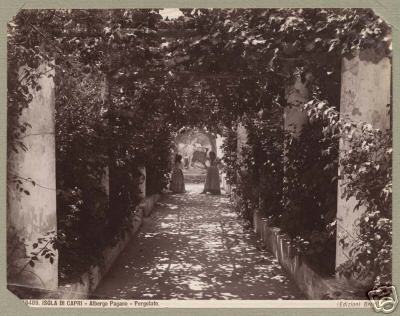
Carlo Brogi, Capri - Pergolato dell'albergo Pagano

Tra gli artisti che frequentavano a Capri l'albergo Pagano, c'era Jean-Jacques Henner, che dipingeva soprattutto ritratti e di cui Many subì l'influenza.
Nel 1889 Many si trasferì per ragioni di studio a Parigi, dove fu influenzato dal pittore orientalista Jean-Joseph Benjamin-Constant, da Jules Lefebvre, conosciuto per i nudi femminili e da Tony Robert-Fleury, noto per i ritratti storici. Seguì i corsi all'École nationale supérieure des beaux-arts  e ottenne il secondo Prix de Rome. Dal 1891 esposse al Salon di Parigi e nel 1897 gli fu conferita una medaglia d'onore. Ebbe nel 1902 la medaglia di 3ª classe e nel 1905 la medaglia di 2ª classe.
A Parigi lo raggiunsero i genitori, che lasciarono Capri.
Many Benner visitò la Bretagna, l'Alsazia e l'Olanda. Nel 1903 fece un viaggio d'istruzione, in Spagna e in Grecia, grazie a una borsa di studio conferitagli dal Conseil Supérieur des Beaux-Arts. Dipinse nudi femminili, ritratti, paesaggi, mazzi di fiori. Sposò Marthe Maunier-Dollfus, figlia del direttore di una officina di prodotti chimici di Thann (in Alsazia), da cui ebbe Martine e Jean-Francois che divenne architetto.
Ebbe la carica di conservatore a vita del Museo nazionale Jean-Jacques Henner, a Parigi. Durante la II Guerra mondiale si rifugiò ad Albi, in Occitania.
È sepolto nel Cimitero di Père-Lachaise, nella tomba della famiglia Benner, dove sono stati sepolti anche la madre, il padre e lo zio.

## Opere
- Donna seminuda a bordo dell'acqua, 1894, olio su cartone
- Il risveglio, olio su tela
- Nudo femminile disteso, olio su tela
- Nudo femminile in piedi, 1892, olio su tela
- Due donne a bordo del mare, olio su tela
- Nudo reclinato, olio su tela